# El baile de los ladrones
El baile de los ladrones (Le bal des voleurs en su título original) es una obra de teatro del dramaturgo francés Jean Anouilh, estrenada en 1938.

## Argumento
Al igual que sus sobrinas Eva y Juliette y su viejo amigo Lord Edgar, la anciana millonaria Lady Hurf lleva una vida aburrida en Vichy. Tía y sobrinas, además, padecen el acoso de M. Dupont y su hijo, banqueros al borde de la bancarrota y ávidos de una buena dote.
Todo cambiará con la llegada de tres ladrones: Peterbono, el jefe, Hector el seductor y Gustave el aprendiz. En efecto, Héctor coquetear con Eva, mientras que Gustave y Juliette se enamoran. Peterbono, que atisba un buen negocio, decide que la banda se haga pasar por Grandes de España arruinados por la revolución. Lady Hurf no tarda en percatarse del engaño y decide divertirse, haciendo ver que en Peterbono ha reconocido a su viejo amigo, el Duque de Miraflor, con el que había coincidido en Biarritz en 1904. Gustave, totalmente enamorado, comienza a sentir remordimientos. 
Sin embargo, Lord Edgar descubre que Miraflor, realmente falleció y Juliette descubre entonces que su amado es un impostor.
Mientras que todos acuden al casino, Gustave permanece en la casa para perpetrar el robo y huir inmediatamente. Es descubierto por Juliette quien le ruega que la lleve en su fuga. Al regreso del baile, los Dupont-Dupont descubren el robo y avisan a la policía; aunque, en la confusión, son ellos los que acaban detenidos. Lady Hurf confiesa finalmente que sabe que los visitantes son impostores, pues Miraflor murió en sus brazos y expulsa de la casa a Peterbono.
Se dan cuenta entonces de la ausencia de Juliette, a la que creen secuestrada por Gustave. Sin embargo, ambos reaparecen y Gustave confiesa que no quiere una vida de fugitivo para su amada por lo que renuncia a ella. Ante la desesperación de la joven, Lord Edgar improvisa declarando que en realidad ha reconocido en Gustave a su propio hijo secuestrado sin rastro en la infancia. Con esta argucia consigue la bendición definitiva para el amor entre Gustave y Juliette.

## Representaciones destacadas
- Théâtre des Arts, París, 17 de septiembre de 1938. Estreno.[1]
  - Dirección: André Barsacq.
  - Intérpretes: Jean Dasté, Michel Vitold, Maurice Jacquemont.

- Théâtre de l'Atelier, París, 1950.[2]
  - Dirección: André Barsacq.
  - Intérpretes: Madeleine Geoffroy (Lady Hurf), Jean-Roger Caussimon (Lord Edgard), Jean Bertho (Gustave), Cécilia Paroldi (Juliette), Jean Francel (Hector), Yvonne Clech (Eva), Pierre Palau (Peterbono), Maurice Jacquemont (Dupont-Dufort père), René Clermont (Dupont-Dufort fils), Germaine Montero.

- Arts Theatre Club, Londres, 1952.
  - Dirección: Roy Rich.
  - Intérpretes: John Laurie, Harold Lang, Robin Bailey, Wyndham Goldie, Judith Furse, Maxine Audley, David Bird, Gerald Harper.

- Teatro Español, Madrid, 1960.[3]
  - Dirección: José Tamayo.
  - Intérpretes: Luis Prendes, Berta Riaza, Guadalupe Muñoz Sampedro, Manuel Díaz, Elisa Montés, Carlos Ballesteros, Antonio Ozores, José Rubio, María Jesús Lara.

## Adaptaciones para TV
- Play of the Week, National Educational Television, Estados Unidos, 1959.
  - Intérpretes: Larry Blyden (Hector), Tom Bosley (Dupont-Dufour Jr.), Howard Da Silva (Dupont-Dufour Sr.), Kurt Kasznar (Peterbono), Robert Morse (Gustave), Cathleen Nesbitt (Lady Hurf), Pat Stanley (Juliette), Frances Sternhagen (Eva).

- Primera fila, Televisión española, 1965.
  - Intérpretes:  Amelia de la Torre, María Luisa Merlo, Fernando Delgado, Julián Mateos, Valeriano Andrés, Paco Cambres, Félix Fernández, Juan Carlos Galván, Vicente Haro, Concha Rabal, María José Valero.

- La Comedia, Televisión española, 1983.
  - Dirección: Gustavo Pérez Puig.
  - Intérpretes: Mayrata O'Wisiedo, José María Caffarel, Natalia Dicenta, Luis Varela, Antonio Durán, José Manuel Martín, Eduardo Martínez, Felix Navarro, Francisco Portes, Maribel Rivera, Guillermo Carmona, Ángel Román.